# Parafia Najświętszego Serca Pana Jezusa w Osieku nad Wisłą
Parafia Najświętszego Serca Pana Jezusa w Osieku nad Wisłą – parafia rzymskokatolicka, znajdująca się w diecezji włocławskiej, w dekanacie lubickim. 

## Duszpasterze
- proboszcz: ks. Rafał Bogus (od 2016)

## Kościoły
- kościół parafialny: Kościół Najświętszego Serca Pana Jezusa w Osieku nad Wisłą